# 臺灣文藝 (臺灣文藝聯盟)

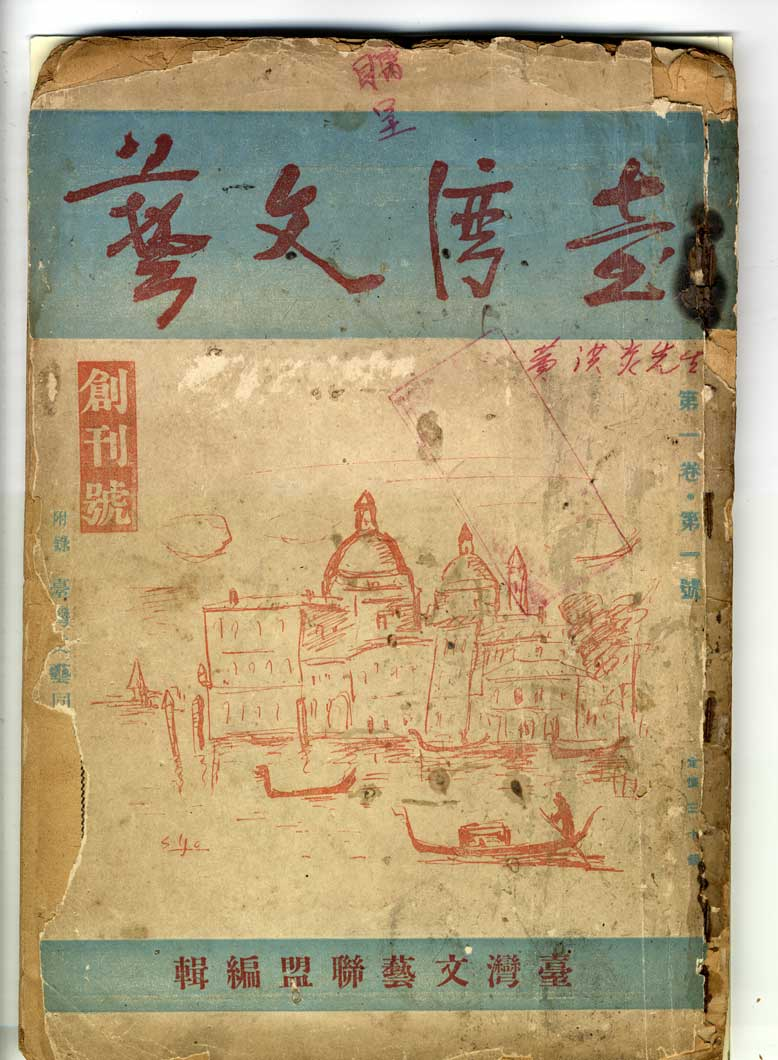
臺灣文藝創刊號

臺灣文藝：昭和九年（1934年）11月15日創刊，昭和11年（1936年）8月28日雜誌停刊，一共發行15期。該雜誌停刊沒有多久，其發行機關臺灣文藝聯盟也銷聲匿跡。該雜誌以台中地區為中心，網羅全島各地的作家，並且和東京的臺灣留學生保持密切聯繫，對台灣新文學運動產生巨大的推動作用。該雜誌台灣話、日文作品皆可投稿，屬於月刊，內容分為評論、小說、戲曲、詩、隨筆、學術研究六個部分。由於領導人士張深切認為，台灣文學不該建築在既成的中國、日本、歐美路線，而應建築在台灣的『真』、『實』之上，因此台灣文藝融合了各種不同主張的作家，強調在『非常時代』伸張發言權的文藝舞台非常重要，作家們應努力地實現文藝大眾化，以『同志親睦、文藝振興』為宗旨，不標榜特定意識型態。在台灣人創辦的文藝雜誌當中，台灣文藝的壽命最長，登場作家也最多」。

## 館藏情況
臺灣大學圖書館有收藏該雜誌，國立公共資訊圖書館、臺灣師範大學圖書館、國立臺北藝術大學圖書館、國立高雄第一科技大學圖書館則收藏了東方文化書店在1981年發行的復刻本。

## 當代相關研究
- 博碩士論文：使用「臺灣博碩士論文知識加值系統」查詢，到2011年10月10日為止，已知的有：
  - 鄧慧恩，〈日據時期外來思潮的譯介研究：以賴和、楊逵、張我軍為中心〉，清華大學台灣文學所碩士論文，2006年。該碩士論文是在談論台灣日治時期外來思潮的譯介，論文是以那些主要發行在台灣本島或是以台灣人為活動主體的11種文學雜誌作為檢視的對象，而《台灣文藝》是其中一種。
- 論文集論文：使用「臺灣文史哲論文集篇目索引系統」查詢，到2011年10月10日為止，還沒有一篇以這種雜誌及其議題為研究對象的論文。
- 期刊上的論文及評介文章：使用「台灣期刊論文索引系統」查詢，到2011年10月10日為止，已知的有：
  - 趙勳達，〈臺灣新文學運動的高峰期--《臺灣文藝》簡介〉，2011年2月《文訊》。
  - 楊傑銘，〈論日治時期《臺灣文藝》與《台灣新文學》中魯迅思想的傳播與接受〉，2010年12月《國史館館刊》。
  - 梁明雄，〈日據時期《臺灣文藝》雜誌評述〉，2010年12月《稻江學報》。
  - 游勝冠，〈「轉向」及藝術派反動的純文學論--台灣文藝聯盟路線之爭〉，2010年10月《台灣文學研究學報》。
  - 李玉姬，〈日治時期臺灣新文學作家的漢文兒童文學作品--以《南音》、《臺灣文藝》、《台灣新文學》和《台灣新民報》為探討內容〉，2010年8月《全國新書資訊月刊》。
  - 一軍，〈《張深切與《臺灣文藝》研究》評介〉，2002年3月《全國新書資訊月刊》。

## 相關詞條
- 台灣新文學
- 臺灣文藝聯盟、臺灣文藝聯盟佳里支部。
- 重要人士有張深切、楊逵、吳新榮等人。